# Pisay (film 2007)
Pisay è un film drammatico del 2007 diretto da Auraeus Solito e interpretato da Gammy Lopez.

## Trama
Filippine, anni '80. Sei adolescenti della prestigiosa Philippine Science High School (creata allo scopo di fornire un'istruzione massima nelle scienze ai giovani più dotati, anche se senza grandi disponibilità economiche) crescono vivendo tutti gli alti e bassi, gioie e i dolori tipici dell'adolescenza. Selezionati tra i migliori e i più brillanti di tutto il paese, seguono corsi, di livello universitario, di biologia, chimica, matematica e fisica: coloro che riescono a superare tutti gli esami di fine corso sono acclamati come i futuri "leader" della Nuova Repubblica, mentre quelli che non ce la fanno sono considerati solo delle sfortunate vittime della selezione naturale.
Tutti imparano, tuttavia, che non sono né isolati dal mondo reale, né dal vivere vite reali: scoprono che il mondo esterno, scoppiato nella rivoluzione del 1986 contro la rigida dittatura di Marcos, è ricostruito all'interno della loro scuola mentre questi lottano per diplomarsi, fronteggiano insegnanti, compagni di classe, famiglia, presidi e una nuova classificazione per segregare gli studenti che soddisfano gli elevati standard di eccellenza da coloro che non lo fanno. 
Scoprono di conseguenza che un sistema così discriminatorio è inconcepibile, e che la loro scuola è contro ogni tipo di cambiamento, tentando perciò di ribellarsi.

## Produzione

### Riprese
Il film è stato girato interamente a Manila, dov'è situata la reale Philippine Science High School.

## Distribuzione
Il film è uscito nelle sale cinematografiche filippine il 21 luglio 2007, mentre in Canada il 12 settembre, in Germania dal 16 gennaio 2008, a Singapore dal 5 aprile e in Francia il 3 luglio 2008.

## Riconoscimenti
- 2007 - Cinemalaya Independent Film Festival
  - Premio del pubblico a Auraeus Solito
  - Miglior regista a Auraeus Solito
  - Candidatura per il miglior film a Auraeus Solito
- 2007 - Asia Pacific Screen Awards
  - Candidatura per il miglior film per ragazzi a Auraeus Solito[2]